# Weymann-Karosserie
Die Weymann-Karosserie ist ein Fahrzeug-Aufbau mit Holzgerippe und Kunstlederüberzug, der zwischen Anfang der 1920er Jahre und Ende der 1950er Jahre eingesetzt wurde. Die zugehörigen Patente besaß der Flugzeugkonstrukteur Charles Weymann (1889–1976).

## Technik

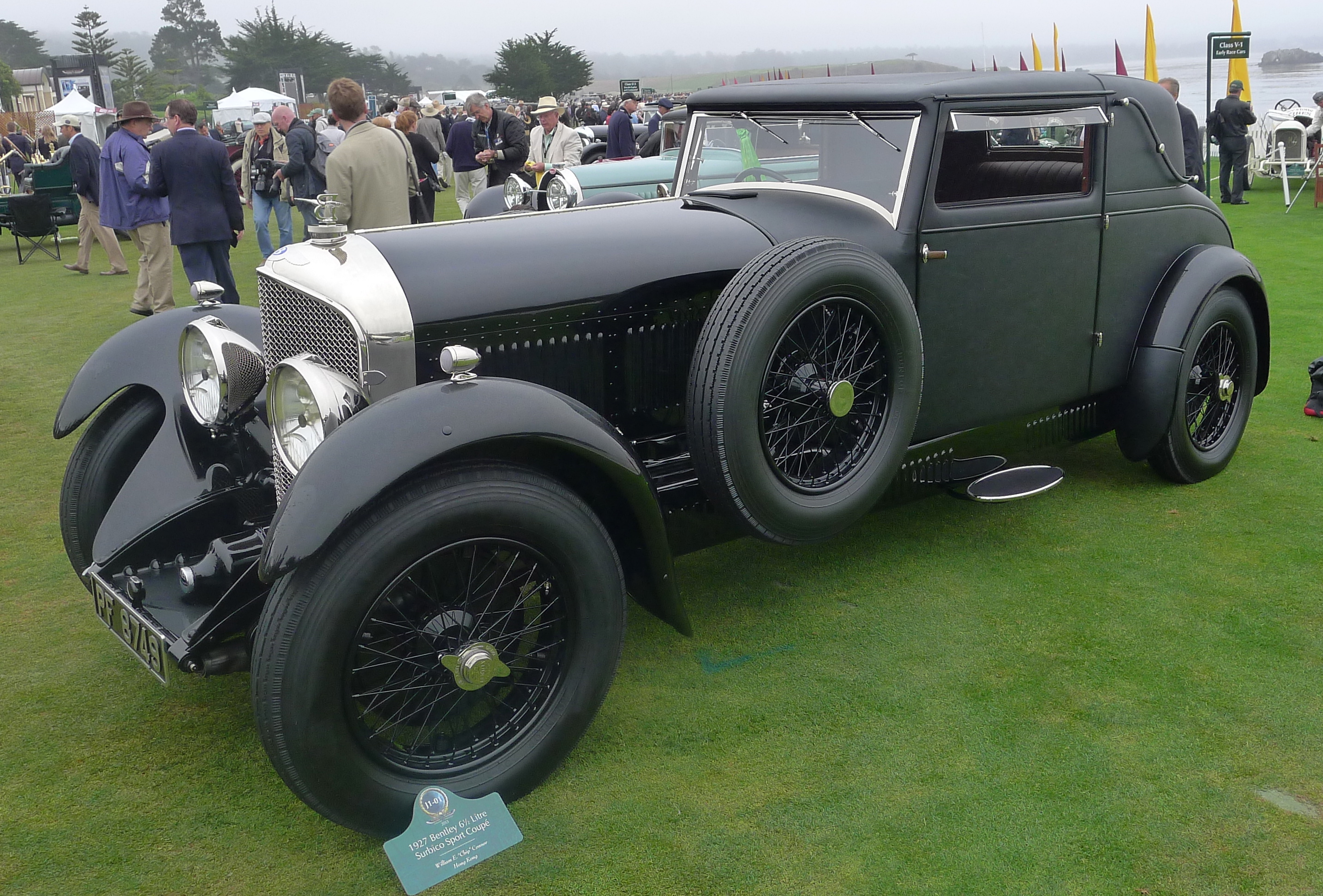
Bentley 6½ Litre mit Karosserie von Surbico (1927)

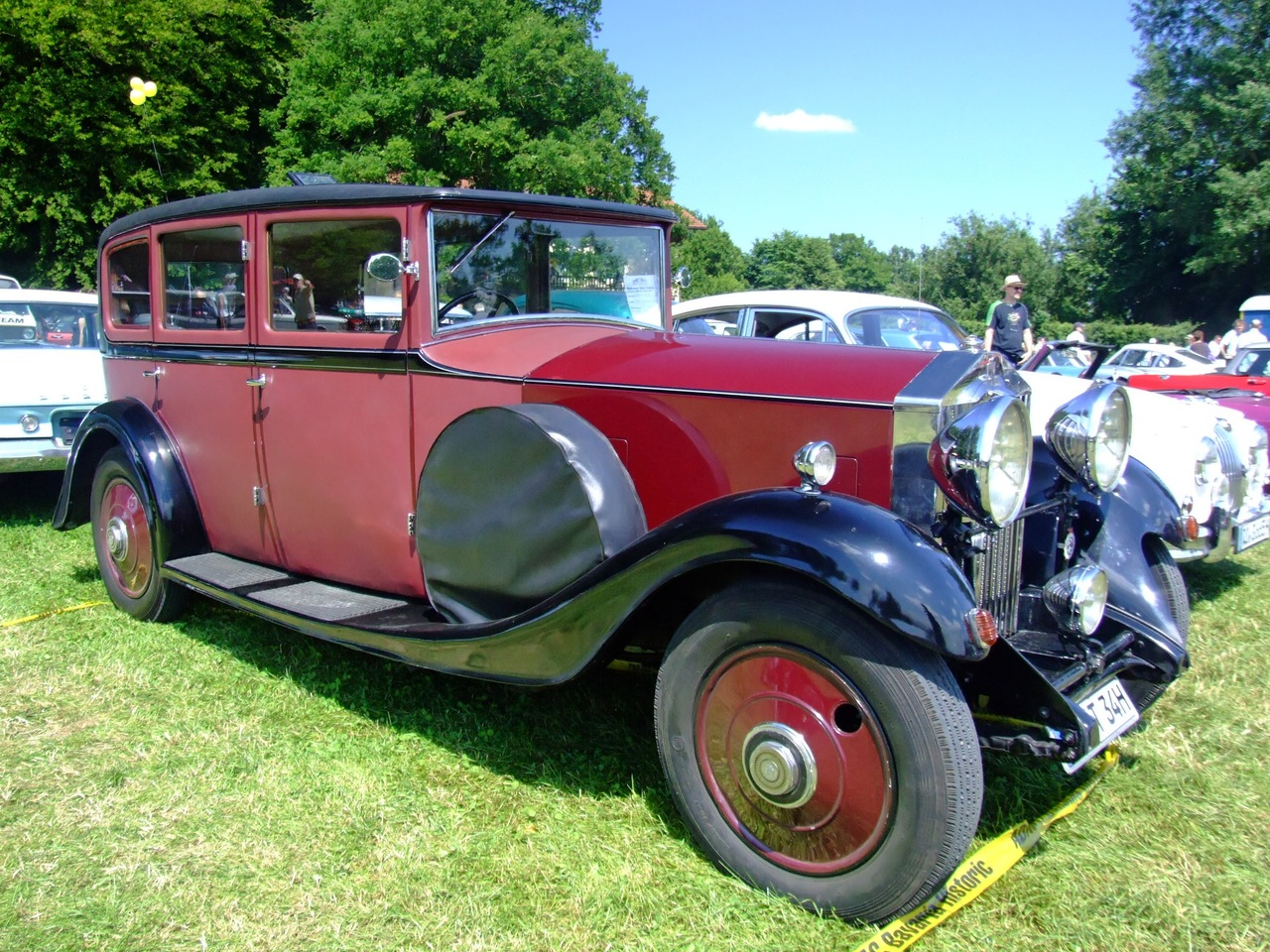
Rolls-Royce 20-25 mit Weymann-Karosserie eines unbekannten Herstellers

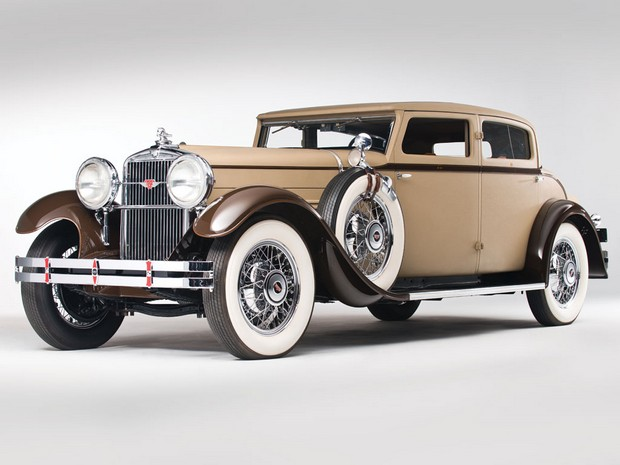
Stutz SV16 Monte Carlo mit Weymann-Karosserie (1930)

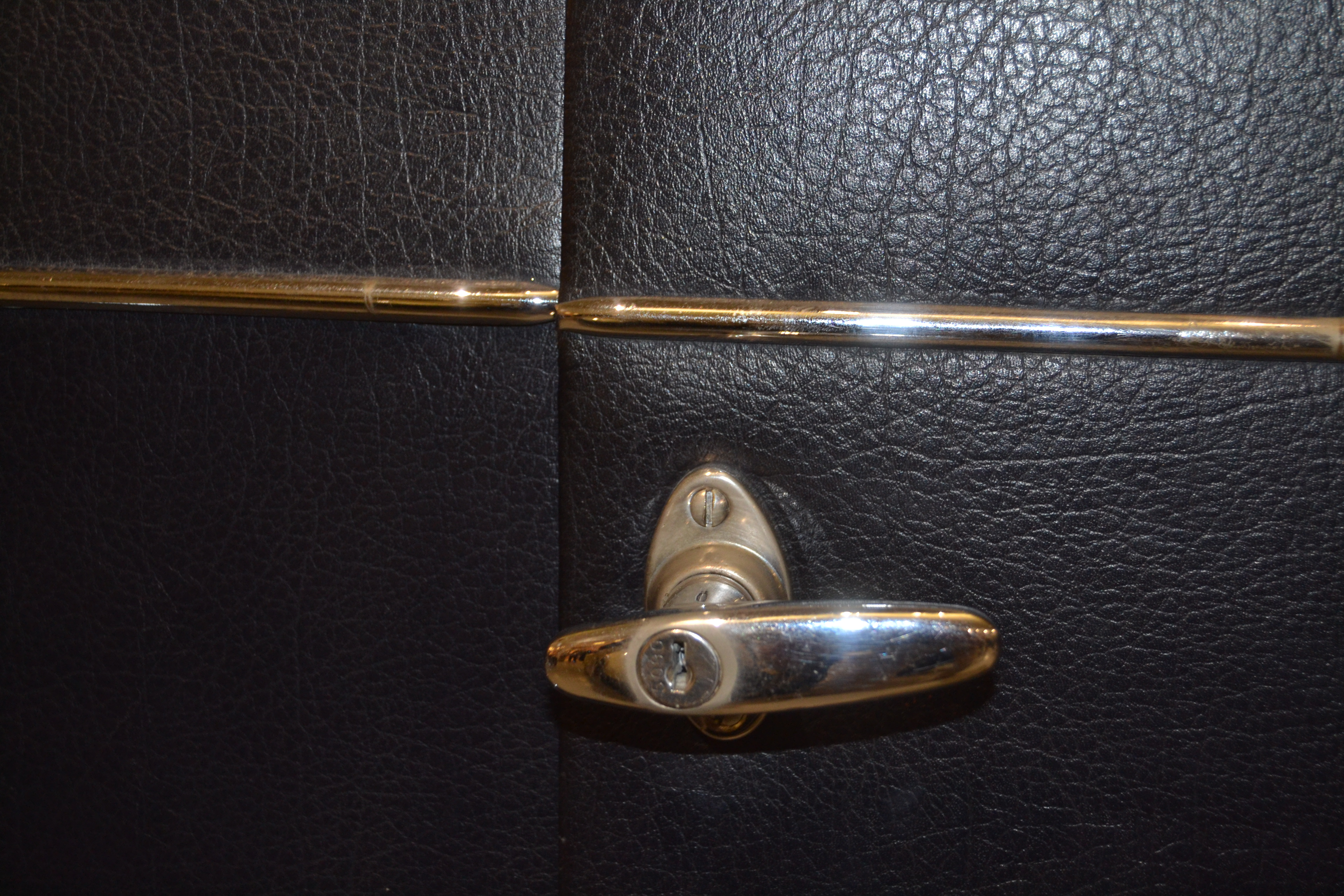
Detail einer Weymann-Karosserie: Kunstlederstruktur im Türbereich bei einem Rover Light Six (1929)

Da zu jener Zeit die Straßen nicht asphaltiert waren und die Fahrzeuge in der Regel mit verdrehweichen Leiterrahmen versehen waren, neigten die Stahl- oder Aluminiumkarosserien häufig zu Rissen. Zudem verursachten sie störende Quietschgeräusche während der Fahrt. Weymann entwickelte eine Karosserie, die nur wenige Verbindungspunkte mit dem Fahrzeugrahmen hatte und deren Holzgerippe nicht starr war. Die einzelnen Holzteile waren mit Gummi belegt und wurden mit Metalllaschen zusammengehalten. Wo Holz und Metall aufeinandertrafen, wurde ölabscheidendes Papier zur Schalldämpfung dazwischengelegt. Dadurch konnte der Aufbau die Verformung des Fahrgestells ohne Klappern und Quietschen mitmachen. Die Innenseite der Karosserie war mit Sperrholz beplankt und die Zwischenräume mit Isoliermaterial ausgefüllt. Außen war die Karosserie mit lackiertem Kunstleder überzogen. Die Sitze waren nicht mit der Karosserie, sondern mit dem Chassis verbunden. Weymann hielt auch ein Patent auf eine Rücklehnenverstellung mit verstellbaren Rückenpolstern.
Nur die Kotflügel und die Motorhaube waren aus Metall. Probleme mit der Passgenauigkeit gab es jedoch häufig bei den Türen und Fenstern. Weymann-Karosserien wurden bis Ende 1935 gebaut.
Die Weymann-Karosserie war eine Alternative zur Holz-/Stahlgemischtbauweise. Sie war deutlich leichter, billiger herzustellen und leiser als frühere Karosserieformen. Lediglich die Dauerhaftigkeit ließ zu wünschen übrig. Die steifere Ganzstahlkarosserie, die ab 1927 eingeführt wurde, verdrängte zum großen Teil die Weymann-Karosserien wieder.

## Produktion und Lizenzen
Weymann gründete 1922 in Paris ein Unternehmen, das Karosserien nach den eigenen Konstruktionsmerkmalen fertigte. 

### Großbritannien
1923 kam ein Schwesterunternehmen in Großbritannien dazu, das anfänglich nur den Zweck hatte, Lizenzen an britische Karosseriehersteller zu verkaufen. Weymann gewann sehr schnell zahlreiche Lizenznehmer, darunter auch etablierte wie Gurney Nutting und Windover. Ungeachtet dessen ging Weymann 1925 dazu über, auch in Großbritannien selbst Karosserien zu fertigen. Die britische Filiale Weymann's Motor Bodies Ltd. übernahm zu diesem Zweck den etablierten Karosseriehersteller Cunard im Londoner Stadtteil Putney. Das Unternehmen wuchs bis 1928, als es in neue Werksanlagen in Addlestone zog. Ab 1929 ließ aber die Nachfrage nach Weymann-Karosserien stark nach, sodass das Karosseriewerk 1932 geschlossen wurde.
Zu den Weymann-Lizenznehmern gehörten in Großbritannien Albany Carriage, Arnold of Manchester, Carlton, Chalmer & Hoyer, Charlesworth, Freestone & Webb, Gill, Harrington, Lancefield, Mann Egerton, Maythorn, H. J. Mulliner & Co., J. Gurney Nutting, Park Ward, Rippon, Surbico und James Young.

### Deutschland
Ein weiterer Tochterbetrieb bestand in Deutschland (Weymann Karosserie GmbH in Köln, 1924 bis 1930). Zu den deutschen Lizenznehmern gehörten Gläser, Papler, Kühlstein und Reutter.

### USA
Auch in den USA waren Weymann-Aufbauten verbreitet. Die Lizenzen wurden hier über die Weymann American Body Company in Indianapolis verwaltet.

## Ähnliche Bauarten
Bis weit nach dem Zweiten Weltkrieg wurden noch Karosserien in Holzskelettbauweise hergestellt. Allerdings waren die Holzgerippe festgefügt und nicht nach dem Weymann-Prinzip gebaut. Fahrzeuge mit Holz-Kunstleder-Karosserie gab es zum Beispiel von Lloyd und DKW.